# اپیکا
اپیکا (به انگلیسی: Epica) نام یک گروه موسیقی سمفونیک متال هلندی که توسط گیتاریست و خواننده، مارک یانسن پس از خروجش از گروه موزیک افتر فوراور بنیانگذاری شد.

## تاریخچه

### گریستن برای ماه (۲۰۰۲)
در اوایل سال ۲۰۰۲، مارک یانسن گروه موزیک افتر فوراور را ترک کرد. پس از آن وی به‌دنبال کسانی گشت که تمایل به‌سوی پروژهٔ موسیقی کلاسیک/سمفونیک دارند وی نخست گروه موسیقی‌اش را غبار صحرا نامید. در اواخر ۲۰۰۲ هلنا میشلسون-از گروه تریل آو تیرز-به‌عنوان خوانندهٔ اصلی به گروه پیوست، اما پس از مدت کوتاهی او توسط فرد ناشناخته‌ای در سبک مدزو سوپرانو به‌نام سیمونه سیمونس، کسی که دوست دختر جنسن در آن زمان بود جایگزین شد. صف افراد گروه با پیوستن گیتاریست اِی‌دی سلچر، درامر جرون سیمونس، ویلون‌زن یویس هوتز و نوازندهٔ اُرگ کوئن جنسن کامل شد. نام گروه بعداً با الهام از آلبوم اپیکای کملوت به اپیکا تغییر یافت.
پس از آن اپیکا مجموعه‌ای از گروه کر متشکل از دو مرد و چهار زن شد، و رشته ارکسترها از سه ویلون، دو ویولا، دو ویلونسل و یک کنترباس جهت اجرا بود. آن‌ها آن موقع هنوز تحت نام گروه غبار صحرا یک نسخهٔ نمایشی دوآهنگه به نام «گریستن برای ماه» در ۲۰۰۲ تولید و اجرا کردند.

### فانتوم رنج (۲۰۰۴-۲۰۰۲)
نخستین آلبوم آن‌ها با نام فانتوم رنج تولیدشده توسط ساشا پیت (مشهور برای داشتن تولید گروه‌هایی همچون آنگرا، راپسودی آو فایر و کملوت) در ۲۰۰۳ منتشر شد. آهنگ «نمای واقعیت» این آلبوم که دربارهٔ حملات ۱۱ سپتامبر نوشته شده بود شامل تکه‌هایی از سخنان تونی بلر، نخست وزیر وقت بریتانیا بود.
برای این آلبوم سه تک‌آهنگ به‌نام‌های «رنج فانتوم»، «تظاهر» و «گریستن برای ماه» منتشر شد.

### محکوم به نابودی/ موسیقی متن: سفری حماسی (۲۰۰۶-۲۰۰۴)
دومین آلبوم آن‌ها که محکوم به نابودی نام داشت، با تاثیر از فرهنگ قوم مایا ساخته شده بود. سری آهنگ‌های «طلوع یک عصر جدید» گواهی بر این ادعا هستند. «طلوع یک عصر جدید» به سیستم زمانی قوم مایا اشاره می‌کند که هیچ اشاره‌ای دربارهٔ آن‌چه ممکن است در گذشته اتفاق افتاده باشد نمی‌کند، و تا سال ۲۰۱۲ امتداد دارد. به فراموشی سپردن به‌عنوان یک پایه با فیلم اسکورها (موسیقی‌های گونهٔ اتفاقی) مرکب شد و به‌همراه هانس زیمر و دنی افمن به‌عنوان عمده‌ترین عامل الهام‌بخش ذکر شد. مهمان ویژهٔ آلبوم روی خان از گروه موسیقی کملوت در آهنگ «ترویس ویرجس» بود. همچنین اپیکا به‌عنوان یک گروه پشتیبانی در سفر گروه موسیقی کملوت در اجرای آلبوم هالهٔ سیاه  برای تسریع کار در بخش‌هایی از سفرشان حضور داشت، تا جایی که سیمونه سیمونس در اجرای آهنگ «فراموش نشدنی»  (یا با نام دیگر «جایی در زمان») مشارکت داشت.
از آلبوم محکوم به نابودی دو تک‌آهنگ به‌نام‌های «زمین منزوی» و «رهایی (رؤیای خاموش)» عرضه شد.
آلبوم غیرمتال اپیکا تحت عنوان موسیقی متن - سفری حماسی در سپتامبر ۲۰۰۵ پخش شد و موسیقی متن یک فیلم هلندی به‌نام Joyride بود، همچنین می‌توان آن را سومین آلبوم این گروه به‌حساب آورد. مارک یانسن آن را این گونه توصیف کرد: "آلبومی مانند همه‌ی آلبوم‌های اپیکا، فقط بدون خواننده، بدون گیتار، باس، و درام" .
در ۲۰۰۵ و ۲۰۰۶ اپیکا نخستین سفرشان را به‌همراه گروه موزیک کملوت به سراسر آمریکای شمالی رفتند. پس از این سفر درامر جرون سیمونس گروه را برای تحقق پیوستن آرزوهای دیگرش و پی‌گیری دیگر منافع موسیقی‌اش ترک کرد. در پائیز ۲۰۰۶ سیمونه سیمونس بار دیگر در اجرای یک کدام از آلبوم‌های گروه کملوت همکاری کرد، این بار در آهنگ‌های Blücher و Season's End از آلبوم "روح اپرا"، در ماه دسامبر همان سال وب‌گاه رسمی اپیکا اعلام کرد که آرین فان ویزنبیک از گروه گاد دیتراند نه به‌عنوان عضو دائمی بلکه به‌عنوان نوازندهٔ درامز مهمان گروه در آلبوم جدید حضور خواهد یافت.

### توطئه‌ی الهی (۲۰۰۹–۲۰۰۷)
در سپتامبر ۲۰۰۷ گروه اپیکا نخستین سفر خود را از طریق آمریکای شمالی کردند و سومین آلبوم‌شان با نام توطئه‌ی الهی را پخش کردند، این‌بار ناشر آن‌ها شرکت نوکلیر بلست بود، در دسامبر آرین فان ویزنبیک اعلام کرد که به‌عنوان نوازندهٔ درامز دائمی در گروه خواهد ماند. اپیکا بار دیگر در آوریل ۲۰۰۸ به‌همراه دو گروه موسیقی اینتو اترندی و سیمفونی ایکس به آمریکای شمالی سفر کرد، اما در این‌بار به‌علت مبتلا شدن سیمونه سیمونس به نوعی بیماری عفونی، آماندا سامرویل به‌جای او گروه را همراهی کرد.
نخستین تک‌آهنگ این آلبوم با عنوان «هیچ وقت کافی نبود» در ۱۰ آگوست ۲۰۰۷ عرضه شد.و دومین آهنگ با عنوان «شکار اژدها» در ۲۰۰۸ البته بدون موزیک ویدئو پخش شد.
در ۱۶ دسامبر ۲۰۰۸ اِی‌دی سلچر گروه را ترک کرد. او پیامی در صفحهٔ مای‌اسپیس خود گذاشت که ناامیدی باعث از بین رفتن لذت موسیقی و آهنگسازی در وی شده‌است، جانشین گیتاریست ای‌دی سلچر در ژانویهٔ ۲۰۰۹ آیزاک دلایه معرفی شد که پیش‌تر در گروه موسیقی مشهور گاد دیترونت عضو بود.
در ماه مهٔ همان سال، اپیکا نخستین آلبوم لایو خود را با نام توطئه‌ی کلاسیک ضبط کرد. کنسرت زنده در چهارچوب فستیوال اپرای میشکولتس (جائی که تریون نمایش مشابهی در سال گذشته‌اش اجرا کرده بود)، در ۱۴ ژوئن ۲۰۰۸ در میشکولتس، مجارستان برگزار شد. در این آلبوم یک ارکستر ۴۰ نفره به همراه یک گروه کُر ۳۰ نفره اعضای اپیکا را همراهی می‌کردند. قطعه‌ها فقط از ساخته‌های اعضای اپیکا نبودند و در میان‌شان بخش‌هایی از ساخته‌های افرادی چون آنتونیو ویوالدی، آنتونین دورژاک، جوزپه وردی، ادوارد گریگ و همچنین آهنگ فیلم‌هایی چون جنگ ستارگان، مرد عنکبوتی و دزدان دریایی کارائیب استفاده شده‌بود. آلبوم یادشده توسط شرکت نوکلیر بلست در ۸اُم ماه می ۲۰۰۹ پخش شد.

### جهان خودت را طراحی کن (۲۰۱۰–۲۰۰۹)

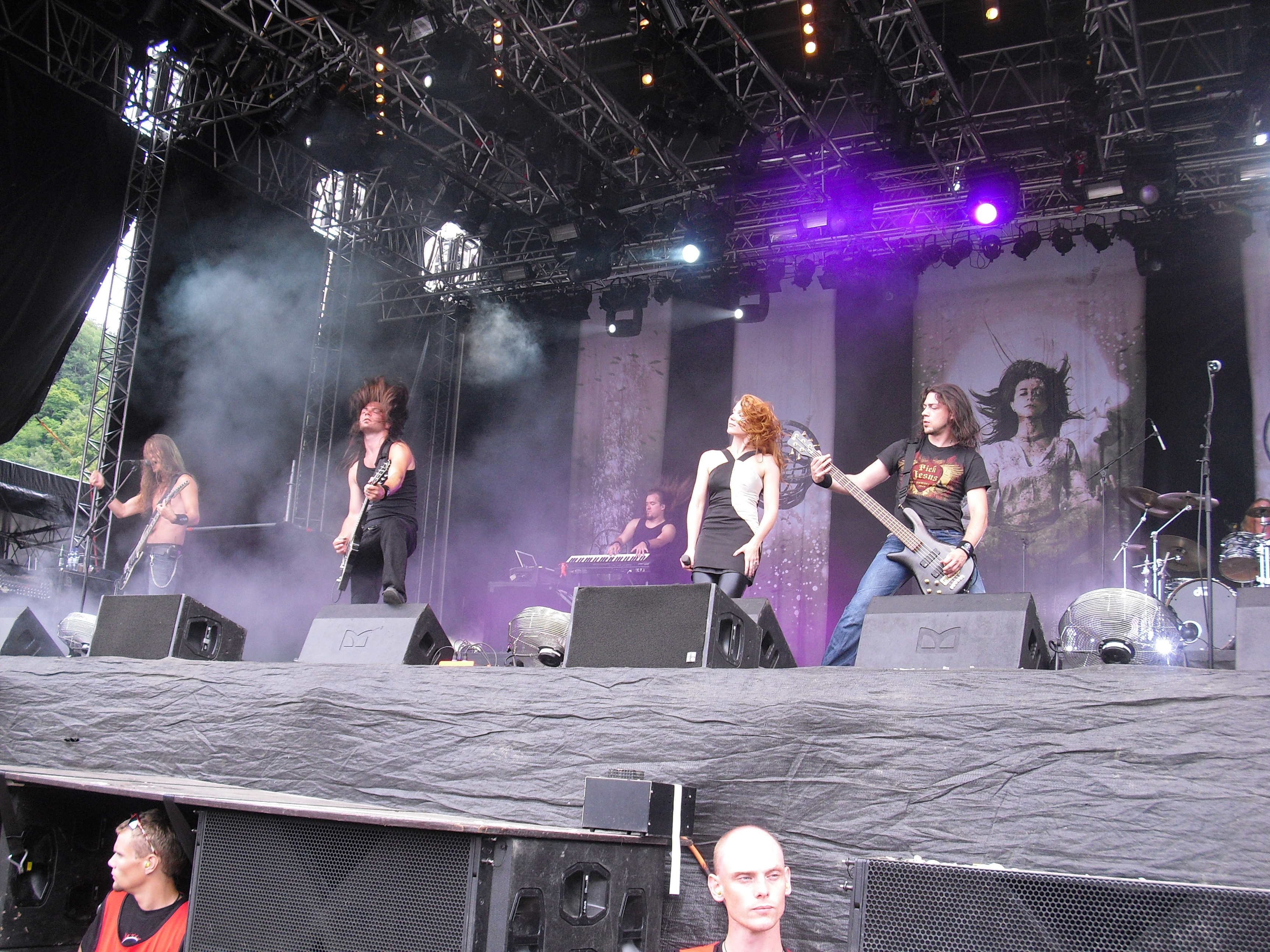
اپیکا در حال اجرا در فستیوال موسیقی راک نروژ در ۲۰۱۰

در ۴ مارس ۲۰۰۹ اپیکا اعلام بازگشتشان را به استودیو در جهت انجام ضبط آلبوم اعلام کرد. در آوریل ۲۰۰۹ آلبوم اپیکا با نام جهان خودت را طراحی کن مشخص شد. این آلبوم ادامه‌دهندهٔ سری آهنگ‌های «طلوع‌های نسل جدید» از آلبوم سپردن به فراموشی بود. آلبوم یادشده در ۱۶ اکتبر ۲۰۰۹ پخش شد. برای گسترش این آلبوم، اپیکا آن را در منطقهٔ پارادیزو، آمستردام در تاریخ ۱۰ اکتبر ۲۰۰۹ اجرا کردند. این آلبوم نخستین آلبوم گروه با همراهی عضو جدید، آیزاک دلایه بود. در این آلبوم در آهنگ «آب‌های سفید» تونی کاکو از گروه موسیقی سناتا آرتیکا به‌عنوان مهمان حضور داشت. آلبوم یادشده رتبهٔ هشتم را در آمار نموداری هلند کسب کرد. در ۳۱ دسامبر ۲۰۰۹ گروه از طریق وب‌سایت خود اعلام کرد که تک‌آهنگ جدیدی به‌نام «این زمانش است» منتشر خواهد شد.

### پنجمین آلبوم استودیویی (۲۰۱۱ تا کنون)
در ماه نوامبر ۲۰۱۰ سیمونه سیمونس در یک مصاحبه گفت که گروه پس از پایان سفرشان به آمریکای لاتین، شروع به نوشتن موسیقی پیرامون فوریهٔ ۲۰۱۱ می‌کند. او همچنین گفت که امیدوار است آلبوم در سه‌ماهه‌ی اول ۲۰۱۲ روانه‌ی بازار شود. تا ماه می ۲۰۱۱، ۱۴ آهنگ بدون ترانه نوشته شد و بالاخره این آلبوم با نام مرثیه‌ی بی‌تفاوت‌ها در ۹ مارس ۲۰۱۲ در اروپا و چهار روز بعد در ایالات متحده منتشر شد.

## سبک

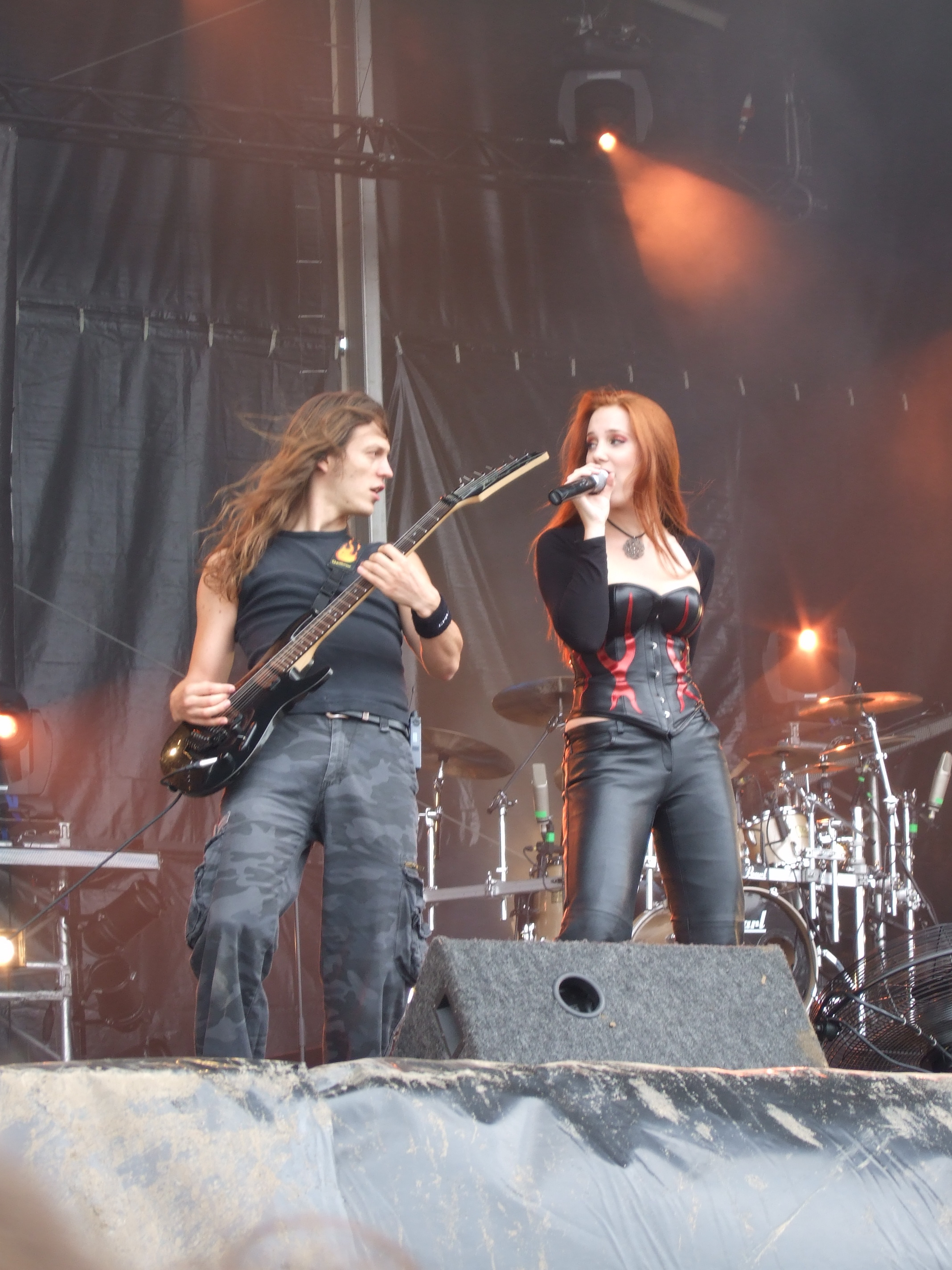
تضاد بین آواز مدزو سوپرانوی سیمونه سیمونس با صدای تند و خشن مارک یانسن یکی از ویژگی‌های موسیقی اپیکاست.

سبک موسیقی گروه اپیکا ترکیبی از پراگرسیو متال, گوتیک متال و سمفونیک متال است؛ یکی دیگر از سبک‌های اپیکا پاور متال است. گیتاریست سابق گروه، اِی‌دی سلچر سبک گروه را چیزی بین پاور متال و گوتیک متال توصیف می‌کرد. خوانندهٔ گروه، سیمونه سیمونس در توصیف سبک اپیکا، اولویت را با سمفونیک متال دانسته‌است. این در حالی است که بنیانگذار گروه، مارک یانسن گفته که مشکلی ندارد که سبکشان را گوتیک متال بدانند.
موسیقی اپیکا غلیظ، پرخاشگرانه و مفرط است. اپیکا با برخی از آهنگ‌ها "حماسی، بزرگ و باشکوه"، و با دیگر از آهنگ‌ها "مقهور و درونگرا" شدند. این گروه همچنین برای گرایش‌های پیشرونده‌اش مشهور است چنانچه که یک فضای گوتیک و احساساتی در موسیقی آن‌ها حضور دارد.

## اعضا

### اعضای فعلی
- سیمونه سیمونس: خوانندهٔ متزو سوپرانو (۲۰۰۳ تاکنون)
- مارک یانسن: نوازندهٔ گیتار ریتم، خوانندهٔ بخش‌های دث، فریادهای بخش‌های آوازی (۲۰۰۲ تاکنون)
- ایزاک دلایه: لید گیتار، خوانندهٔ زمینه (۲۰۰۹ تاکنون)
- ایو هوتس: نوازندهٔ گیتار باس (۲۰۰۲ تاکنون)
- کوئن یانسن: سینث‌سایزر، پیانو (۲۰۰۲ تاکنون)
- آرین فان ویزنبیک: نوازندهٔ درام، گویندهٔ بخش‌های غیر آوازی (۲۰۰۷ تاکنون)

### اعضای پیشین
- هلنا ایرن میکلسن: خوانندهٔ سوپرانو (۲۰۰۲)
- ایوان هندریکس: نوازندهٔ درامز (۲۰۰۲)
- دنیس لیفلان: نوازندهٔ درامز (۲۰۰۲)
- یرون سیمونس: نوازندهٔ درامز (۲۰۰۲ تا ۲۰۰۶)
- اِی‌دی سلچر – گیتاریست (۲۰۰۲–۲۰۰۸)

### اعضای موقت
- کوئن هرفست – زنندهٔ درامز (تور ۲۰۰۷ گروه)
- آماندا سامرویل - خواننده (تور آمریکای شمالی ۲۰۰۸) و همخوان در ترانه‌های The Phantom Agony، Consign to Oblivion، The Divine Conspiracy و Design Your Universe.
- الیور پالوتای - کیبرد (تور آمریکای شمالی ۲۰۱۰)[۲۸]

## آلبوم‌ها

### دموها
- ۲۰۰۲: «گریستن برای ماه»

### آلبوم‌های استودیویی
- ۲۰۰۳: فانتوم رنج
- ۲۰۰۵: محکوم به نابودی
- ۲۰۰۷: توطئه‌ی الهی
- ۲۰۰۹: جهان خودت را طراحی کن
- ۲۰۱۲: مرثیه‌ی بی‌تفاوت‌ها

### دی‌وی‌دی
- ۲۰۰۴: We Will Take You With Us

### تلفیقی‌ها و دیگر آهنگ‌ها
- ۲۰۰۵: The Score – An Epic Journey
- ۲۰۰۶: The Road to Paradiso
- ۲۰۰۹: The Classical Conspiracy

### موزیک ویدئوها
- ۲۰۰۳: The Phantom Agony
- ۲۰۰۴: Feint
- ۲۰۰۵: Solitary Ground
- ۲۰۰۵: Solitary Ground (Alternative Version)
- ۲۰۰۵: Quietus
- ۲۰۰۷: Never Enough (Light Version)
- ۲۰۰۷: Never Enough (Dark Version)
- ۲۰۰۹: Unleashed
- ۲۰۱۰: This Is the Time

## پی‌نوشت
1. ↑  Sahara Dust
2. ↑  The Phantom Agony
3. ↑  Façade of Reality
4. ↑  Feint
5. ↑  Cry for the Moon
6. ↑  Consign to Oblivion
7. ↑  A New Age Dawns
8. ↑  The Black Halo
9. ↑  The Black Halo
10. ↑  Somewhere In Time
11. ↑  Solitary Ground
12. ↑  (Quietus (Silent Reverie
13. ↑  The Score – An Epic Journey
14. ↑  The Divine Conspiracy
15. ↑  Never Enough
16. ↑  Chasing the Dragon
17. ↑  The Classical Conspiracy
18. ↑  White Waters